# Humberto Salcedo Collante
Humberto Salcedo Collante (Barranquilla, 15 de desembre de 1925―Barranquilla, 29 de novembre de 2015) va ser un polític i enginyer civil colombià. Va ser ministre d'obres públiques entre 1974―1978.
Humberto Salcedo va néixer a Barranquilla, on va realitzar els seus estudis en el Col·legi Biffi la Salle posteriorment va estudiar enginyeria civil en l'Escola de Mines de Medellín. El 1946 es va unir amb Roberto Gerlein en les files del Partit Conservador Colombià per unir-se en la campanya de Laureano Gómez.
El 1974 el president Alfonso López Michelsen ho va nomenar com a ministre d'Obres Públiques en la seva cartera va impulsar projectes vials de la regió Caribe com l'autopista al mar entre Barranquilla i Cartagena d'Índies i obres com la construcció del Pont Pumarejo i pavimentació de vies d'Atlántico, Bolívar, César i Magdalena. El 1987 va ser incursionat per la Societat d'Enginyers Civils de Colòmbia amb els seus destacaments com els seus grans assoliments viaris de Colòmbia.
En 2013 va ser homenatjat pel Partit Conservador Colombià per diversos dirigents polítics i enginyers pels seus grans assoliments encapçalats per Efraín Cepeda, Roberto Gerlein i Carlos Rodat Noriega. El 29 de novembre de 2015 va morir a causa d'un càncer de ronyó en la Clínica del Carib.